# Allosaurus
Allosaurus (z řeckého allos/αλλος „cizí“, „neznámý“ nebo „divný“ + sauros/σαυρος „ještěr“) byl popsán slavným americkým paleontologem z 19. století Othnielem Charlesem Marshem v roce 1877. Byl relativně blízkým příbuzným gigantických karcharodontosauridů, jejichž nejznámějšími zástupci jsou Giganotosaurus carolinii (popsán Coriou a Salgadem v roce 1995) a Mapusaurus roseae, který byl popsán Coriou a Curriem v roce 2006 (oba z podčeledi Giganotosaurinae, vytvořené při popisu mapusaura. Nejužší společný klad, který zahrnuje allosaura (resp. Allosauridae) s karcharodontosauridy je nadčeleď Allosauroidea.

## Naleziště
Fosilie tohoto rodu jsou známy z USA (státy Utah, Wyoming, Nové Mexiko a Colorado ze svrchnojurských sedimentů Morrisonského souvrství, jehož vrstvy se celkově nacházejí na území amerických států Wyoming, Colorado, Montana, Severní Dakota, Jižní Dakota, Nebraska, Kansas, Oklahoma, Texas, Nové Mexiko, Arizona, Utah a Idaho, a kanadských provincií Saskatchewan a Alberta) a nověji také z Portugalska (souvrství Lourinha a souvrství Alcobaça), odkud je znám druh Allosaurus europaeus. První nalezenou fosilií allosaura byl zřejmě ocasní obratel, objevený již roku 1869 nedaleko Granby v kraji Grant (Colorado). 

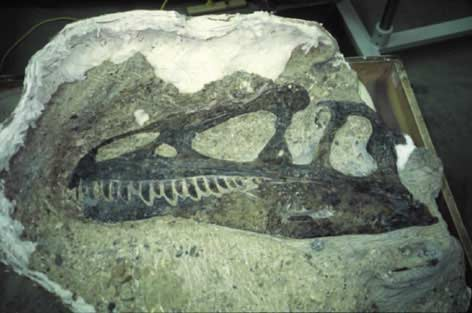
Lebka teropoda rodu Allosaurus z Dinosaur National Monument

## Období
Rod Allosaurus žil v období svrchní jury (stupně kimmeridž a tithon), před přibližně 155 až 150 Ma (Ma = Mega annum; miliony let).

### Diskutabilní exempláře
Některé indicie nasvědčují přítomnosti allosaurů rovněž ve střední juře, kde bylo na ruském souvrství Djaskoian objeveno šest zubů (PIN 4874/2). Značně nejistý je také druh „Allosaurus“ „rubustus“ ze spodního aptu (přibližně před 125 miliony let) spodní křídy souvrství Wonthaggi z australské Victorie. Tento exemplář (NMV Pl50070) mohl být dlouhý snad až 6 m. Jeho pozice mezi allosaury je však značně diskutabilní a někteří paleontologové (např. Azuma & Currie, 2000) se domnívají, že jedinec NMV Pl50070 měl spíše více společného s rodem Fukuiraptor.
Fosilie dříve přiřazované rodu Saurophaganax patřily patrně ve skutečnosti jinému druhu alosaura, který byl v roce 2024 popsán jako A. anax. Ostatní fosilie přiřazované dříve rodu Saurophaganax mohly ve skutečnosti patřit velkým diplodokidním sauropodům.

## Způsob života
Allosaurus byl nepochybně masožravcem, ale někteří vědci tvrdí, že jeho čelistní stisk nebyl dostatečně silný, aby dokázal zabít nějakého velkého živočicha. Možná byl tedy allosaurus převážně mrchožroutem, i když nepochybně dokázal i aktivně lovit. Pokud byl aktivním dravcem, pak není jisté, zda lovil samostatně, nebo ve smečce. Stejně jako ostatní dinosauři, tak i tito teropodi snášeli vejce. Podle některých kosterních pozůstatků vědci zjistili, že allosauři mohli být na svých cestách sledováni zhruba 6 metrů dlouhými ceratosaury, kteří se živili tím, co allosauři na svém úlovku nechali. Allosauři stáli (spolu s příbuznými druhy) na vrcholu potravního řetězce. Pterosauři, menší draví dinosauři a drobní draví savci, představovali pro allosaury jen malou potravní konkurenci. Způsob života allosaurů byl nicméně velmi nebezpečný a dokazují to i početné patologie (stopy po zraněních a nemocech) objevované na jeho fosilních kostech.
V roce 2007 byla odhadnuta maximální rychlost běhu dospělého allosaura (u jedince s hmotností 1400 kg) na 9,4 m/s (33,8 km/h). Podle vědecké studie, publikované v roce 2017, dokázal jedinec allosaura o hmotnosti zhruba 1400 kg běžet rychlostí až kolem 40,8 km/h.
Síla jeho čelistního stisku byla mnohem menší než například u později žijícího teropoda druhu Tyrannosaurus rex, podle odhadů činila zhruba 3573 newtonů.
Stejně jako mnozí jiní teropodi, měli i allosauři pneumatizované (duté a vzduchem vyplněné) kosti, což se uplatnilo při jejich respiraci a snižovalo hustotu tělních tkání.
Výzkum 19 identifikovaných patologií na kostře jedince MOR 693 (známém pod přezdívkou „Big Al“) dokazuje, že imunitní systém allosaurů byl podobný ptačímu - lokalizoval a cíleně „řešil“ infekci v měkkých tkáních v konkrétním tělním segmentu.
Některé objevy na nalezištích v sedimentech souvrství Morrison naznačují, že allosauři se mohli občas uchylovat ke kanibalismu. Podle některých hypotéz byli allosauři ve skutečnosti spíše mrchožrouty než aktivními predátory.
Geochemický rozbor fosilií dospělého jedince allosaura z lokality Cleveland-Lloyd Dinosaur Quarry ukázal, že tento exemplář dospěl asi ve 22 letech věku a zahynul ve věku 26 let.
O inteligenci těchto velkých teropodů zatím mnoho informací nemáme, podle výzkumu publikovanému roku 2022 však mohlo jít o relativně velmi inteligentní tvory, jejichž počet nervových buněk (neuronů) v koncovém mozku (zhruba 1,9 miliardy v mozku o hmotnosti 175 gramů) mohl překonávat počet telencefalických neuronů například u současných primátů makaků.
Obranu před allosaury zajišťovaly jejich občasné kořisti v podobě zástupců rodu Stegosaurus asi 60 až 90 cm dlouhé ocasní trny, sloužící k aktivní a zřejmě velmi efektivní obraně, jak ukazují například i objevy poškozených obratlů dravých allosaurů, nesoucí stopy po bodných zraněních stegosauřími ocasními hroty.
Podle odborné práce, publikované v roce 2023, byli allosauři adaptováni na pojídání četných mršin sauropodních dinosaurů, přičemž přebytečný tuk z této potravy se jim ukládal jako zásoba energie v jejich ocasu.

## Rozměry

### Délka
Průměrná délka druhu Allosaurus fragilis byla přibližně 7–9 m, ačkoli se zdá, že některé odrostlé kusy (jako třeba exemplář AMNH 5767, jež byl původně řazen k samostatnému rodu Epanterias) mohly měřit až 12 m. Porovnatelné velikosti je pak také Allosaurus „jimmadseni“ (z Utahu a Wyomingu), jehož největší dochovaný dospělý exemplář, známý od roku 2003, mohl být dlouhý 8,8 m. Z tohoto druhu však také známe nedospělé jedince, jako např. DINO 11541, který mohl mít na délku zhruba 5,6 metru. Obří exempláře o délce přes 12 metrů, popsané jako Epanterias amplexus nebo Edmarka rex, mohou být ve skutečnosti rovněž jen odrostlí zástupci rodu Allosaurus.

Velikostní variace alosaura oproti člověku

### Hmotnost
Topotyp druhu Allosaurus fragilis, USNM 4734 (Gilmore, 1920), mohl mít s délkou přes 7,4 metrů něco málo přes 1 tunu. Pro exemplář YPM 1930 (délka 7,40 m) byla odhadnuta hmotnost 1092 kg. Větší exempláře, jako např. DINO 2560 (=UUVP 6000) s délkou 7,9 m už 1,32 tuny a AMNH 680 s délkou 9,37 m dokonce 2,3 tuny. Průměrní zcela dospělí jedinci mohli mít zřejmě přes 3 tuny.

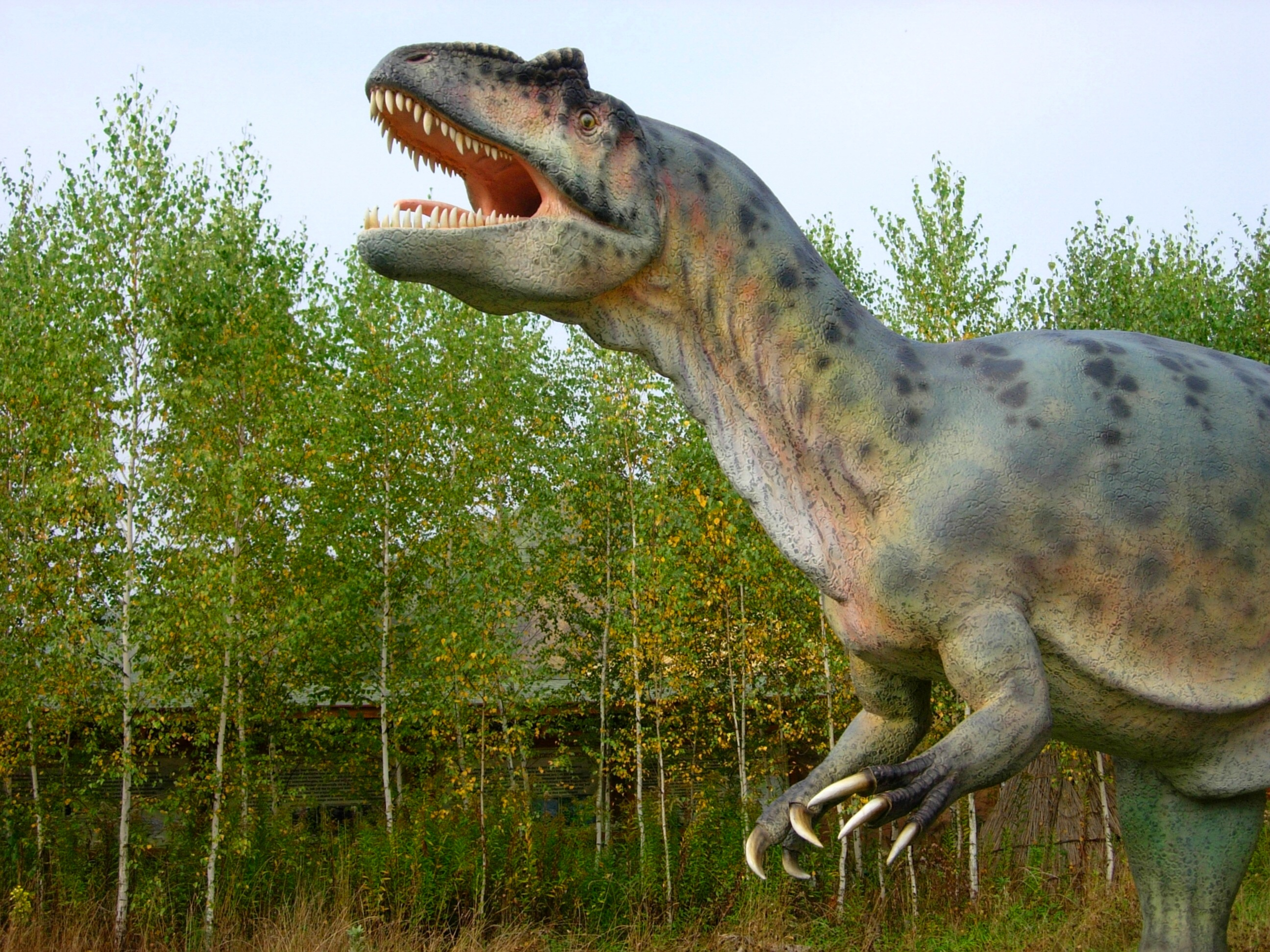
Allosaurus z polského „Parku Jurajskiego“ v Baltově

 Podle Gregoryho S. Paula dosahoval druh A. fragilis délky asi 8,5 metru a hmotnosti 1700 kilogramů. Podle odborné práce z roku 2021 měřil nejdelší známý a detailněji popsaný exemplář (AMNH 680) 9,7 metru a zaživa vážil asi 3853 kilogramů.

## „Big Al“

### Objev
V roce 1991 byly v Morrisonském souvrství poblíž Howe Quarry v Severní Americe objeveny pozůstatky allosaura z druhu A. fragilis. Nález, který byl kompletní z 95% dostal příznačné jméno Big Al (MOR 693). Kostra byla objevena týmem vedeným Kirbym Siberem. Stejný tým později odhalil pozůstatky i druhého allosaura, který dostal jméno „Big Al Two“. V jeho případě se jedná o nejzachovalejší zkameněliny tohoto druhu.

### Nejslavnější allosaurus
Jedná se o mladého, osm metrů dlouhého jedince, na jehož pozůstatcích jsou patrné známky po devatenácti zraněních či infekcích, které pravděpodobně způsobily jeho smrt. Jelikož jsou fosílie tak dobře zachované a těšily se nebývalé slávě veřejnosti, britská společnost British Broadcasting Corporation, tvůrce populární série Putování s… se rozhodla věnovat dvoudílný speciál dokumentu Putování s dinosaury jeho životu – první díl (The Ballad of Big Al, česky Balada o Allosaurovi) pojednává o „Alově“ způsobu života, dospívání, boji o kořist a smrti, druhý (Big Al Uncovered, česky trochu nešťastně Pátrání po Tyrannosaurovi) o jeho objevu a práci vědců (mj. se objevili Dale Russell, Rebecca Hanna, Octávio Mateus ad.). Mezi nejslavnější naleziště s fosiliemi tohoto teropoda patří Cleveland-Lloyd Dinosaur Quarry v Utahu, objevené již roku 1927. Na tomto místě bylo objeveno 44 až 60 jedinců allosaura v různých věkových skupinách.

## Druhy
Kromě nejznámějšího druhu A. fragilis se k tomuto rodu dále řadí Allosaurus atrox, popsaný O. C. Marshem původně v roce 1878 jako Creosaurus atrox, nicméně v roce 1987 přeřazen Paulem k rodu Allosaurus; Allosaurus ferox, popsán rovněž O.C.Marshem v roce 1896, avšak v jeho případě jde s největší pravděpodobností o mladší synonymum druhu A. fragilis a Allosaurus maximus. Ten je však nejspíš samostatným rodem Saurophaganax (popsal Chure v roce 1995).

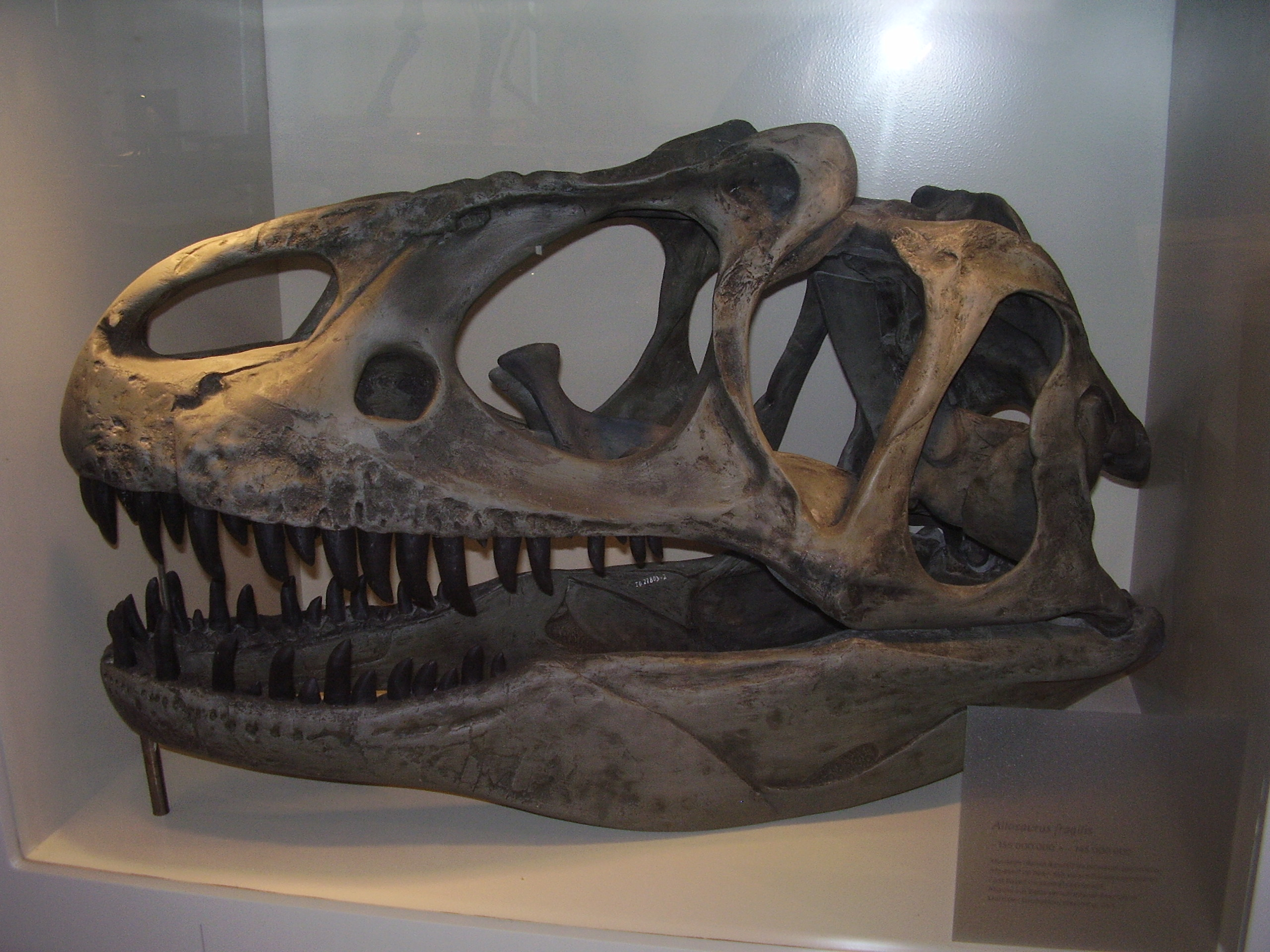
Lebka alosaura v expozici Přírodovědeckého muzea v Bruselu.

### Allosaurus europaeus
V prosinci 2006 popsali Mateus a kol. nový druh allosaura – A. europaeus. Od svých příbuzných (např. druhu A. fragilis) jej odlišují rozdíly ve stavbě lebky. Tento druh je znám z portugalského souvrství Lourinha, která zahrnuje sedimenty stejného stáří, jako severoamerické souvrství Morrison. Tento druh dosahoval délky kolem 7 metrů a vážil asi 1000 kg.

### Allosaurus jimmadseni
Allosaurus jimmadseni, popsán na základě několika kosterních fragmentů Danem Churem v roce 2000 (v rámci doktorské dizertace) a formálně pak v roce 2020 (vide Glut, 2003). Tento druh je pravděpodobně o několik milionů let starší než A. fragilis a mohl být jeho přímým evolučním předkem.

### Allosaurus anax
Koncem roku 2024 byla vydána odborná práce, podle které je fosilní materiál ze souvrství Morrison, dříve řazený do samostatného rodu Saurophaganax ve skutečnosti smíchaným komplexem fosilií diplodokoidních sauropodů a dosud nepopsaného druhu rodu Allosaurus. Ten byl proto autory práce formálně popsán a dostal nové druhové jméno Allosaurus anax.

## Synonyma
Vzhledem k tomu, že máme velice často do činění s nekompletním (či nezřídka dokonce velmi fragmentárním) materiálem, stává se, že různí paleontologové přiřazují (a přiřazovali) svým objevům nové rodové nebo druhové názvy. Typickým příkladem je dnes již neplatný druh Antrodemus valens. Allosaurus byl ve své době velmi hojným masožravcem, tudíž z něj známe velké množství zkamenělin různě starých jedinců.

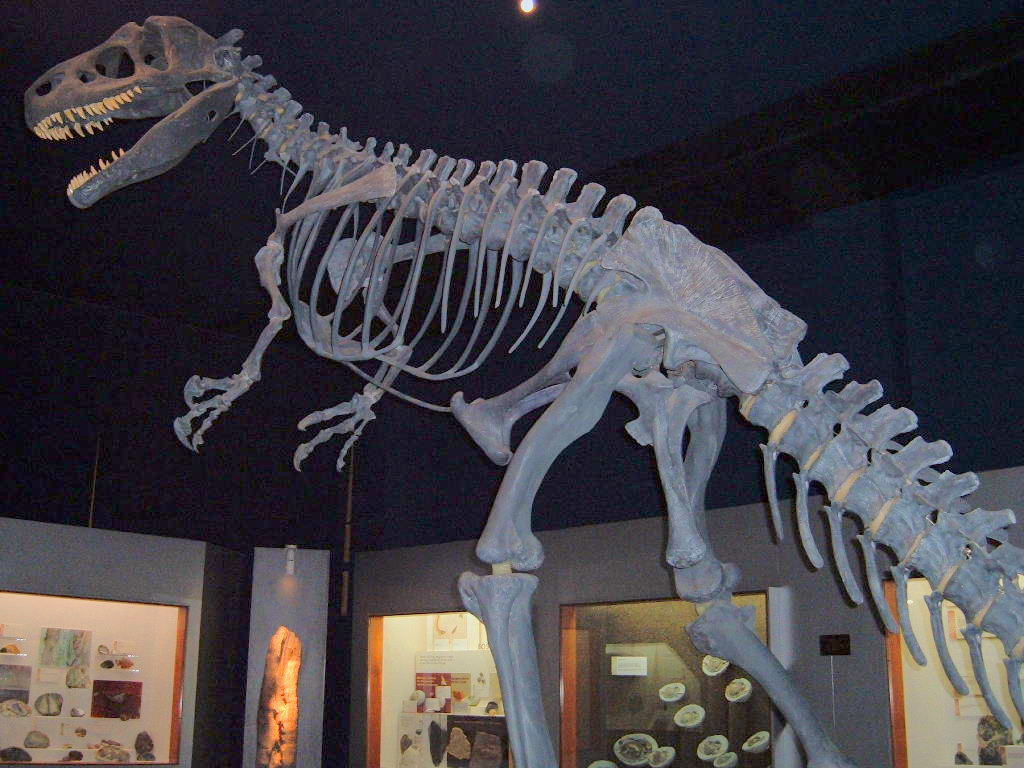
Zastaralá rekonstrukce kostry allosaura

### Synonyma rodu
- Creosaurus Marsh, 1878
- Epanterias Cope, 1878
- Labrosaurus Marsh, 1879

### Synonyma druhů

#### Allosaurus fragilis
- Allosaurus lucaris Marsh, 1878
- Epanterias amplexus Cope, 1878
- Camptonotus amplus Marsh, 1879
- Labrosaurus lucaris (Marsh, 1878) Marsh, 1879
- Labrosaurus ferox Marsh, 1884
- Camptosaurus amplus (Marsh, 1879) Marsh, 1885
- Allosaurus ferox Marsh, 1896
- Labrosaurus fragilis (Marsh, 1877) Nopsca, 1901
- Antrodemus lucaris (Marsh, 1878) Hay, 1902
- Antrodemus fragilis (Marsh, 1877) Lapparent and Zbyszewski, 1957
- Antrodemus ferox (Marsh, 1896) Ostrom and McIntosh, 1966
- Allosaurus amplexus Paul, 1988
- Allosaurus „whitei“ Pickering, 1996
- Allosaurus „carnegeii“ Levin, 2003

#### Allosaurus atrox
- Creosaurus atrox Marsh, 1878
- Antrodemus atrox (Marsh, 1878) Gilmore, 1920

## Klasifikace
- Podřád Theropoda
  - (nedefinováno) Neotheropoda
    - (nedefinováno) Averostra
      - (nedefinováno) Tetanurae
        - †Infrařád Carnosauria
          - †Nadčeleď Allosauroidea
            - †Čeleď Allosauridae
              - †Rod Allosaurus
                - †Druh A. fragilis Marsh, 1877
                - †Druh A. atrox (Marsh, 1878) Paul, 1987
                - †Druh A. „jimmadseni“ Chure, 2000 vide Glut, 2003
                - †Druh A. europaeus Mateus, Walen & Antunes, 2006

Přičemž klad Carnosauria je některými autory (třeba Paulem C. Serenem) považován za synonymum Allosauroidea. Důvodem má být historický polyfyletismus a absence karnosaurů neklasifikovaných k nadčeledi Allosauroidea.